# Отто Гартманн (льотчик)
Отто Гартманн (нім. Otto Hartmann; 7 лютого 1889, Нассау — 3 вересня 1917, Ла-Манш) — німецький льотчик-ас, гауптман Вюртемберзької армії (6 жовтня 1916).

## Біографія
5 березня 1908 року вступив кадетом на військову службу. Учасник Першої світової війни. 12 серпня 1915 року був поранений у бою та відправлений на лікування.
10 червня 1916 року вступив в авіацію. Літав спостерігачем у складі 48-го льотного дивізіону, потім — 15-ї ескадрильї зі складу 3-ї бомбардувальної ескадри. 6 жовтня 1916 року відправлений на курси підготовки пілотів. Після закінчення підготовки воював у складі 3-ї охоронної ескадрильї. 17 травня 1917 року був переведений у 18-ту винищувальну ескадрилью. 6 червня 1917 року прийняв командування над 28-ю винищувальною ескадрильєю, замінивши на цій посаді загиблого Карла Еміля Шефера.
Отто Гартманн загинув 3 вересня 1917 року о 8:15, на північ від Діксмейде. Його збили лейтенанти Роберт Доддс і Томас Таффілд. Літак Гартманна упав на бельгійському узбережжі, а тіло пілота було винесене хвилями лише через чотири дні. Останки Гартманна перевезли до Німеччини та поховали на цвинтарі у Штайнбасі, у могилі № 504.
Всього за час бойових дій здобув 7 перемог.

## Нагороди
- Залізний хрест 2-го і 1-го класу
- Нагрудний знак пілота-спостерігача (Пруссія)
- Орден «За військові заслуги» (Вюртемберг), лицарський хрест